# Żelisław (województwo pomorskie)
Żelisław – osada w Polsce położona w województwie pomorskim, w powiecie gdańskim, w gminie Pszczółki.
W latach 1975–1998 miejscowość administracyjnie należała do województwa gdańskiego.